# Fiat 515
Fiat 515 – samochód osobowy produkowany przez włoski koncern motoryzacyjny Fiat w latach 1931–1935. Model 515 łączy w sobie silnik pochodzący od modelu 514 oraz podwozie z większego Fiata 522. Samochód występował także w przedłużonej wersji o nazwie 515 L. Powstało 3400 egzemplarzy.
W Polsce w 1933 roku Fiat 515 5-osobowy kosztował 14 800 zł.